# Reprise (film)
Reprise è un film norvegese del 2006 diretto da Joachim Trier.
È il primo film della "Trilogia di Oslo", seguito da Oslo, 31. august (2011) e da La persona peggiore del mondo (2021).

## Trama
Philip ed Erik sono due amici di Oslo con il sogno di diventare scrittori. Decidono così di inviare i loro manoscritti inediti allo stesso editore. Mentre il libro di Erik viene rifiutato, quello di Philip viene pubblicato ed ha un successo tale da renderlo uno degli autori più apprezzati in Norvegia.
Sei mesi dopo, Erik aspetta Philip all’uscita di una clinica psichiatrica, dove è stato ricoverato in seguito ad un tentativo di suicidio. Secondo gli psichiatri, la sua psicosi è stata causata da Kari, una ragazza conosciuta ad un concerto e da cui Philip è così ossessionato da aver completamente smesso di scrivere.
Nel frattempo, dopo una lunga revisione, anche il manoscritto di Erik viene accettato da un editore. Il ragazzo si chiede se sia il caso di lasciare la sua fidanzata Lillian per focalizzarsi sulla scrittura, senza però trovare il coraggio di farlo. Subito dopo viene invitato dal suo editore al lancio di un libro, a cui sarà presente Sten Egil Dahl, uno scrittore che lui e Philip hanno sempre amato. Erik decide allora di invitare all’evento l’amico, che dopo aver lasciato la clinica è caduto in una profonda depressione e si è rinchiuso in casa.
Philip accetta l’invito, ma l’evento è un disastro: decide di portare con sé Kari, nonostante il parere contrario dello psichiatra e la preoccupazione di Erik; prima di poter incontrare Dahl, viene avvicinato da un altro autore, Mathis Wergeland, che gli chiede insistentemente del suo prossimo libro, tanto da spingerlo a lasciare la festa.
Per Erik le cose non vanno meglio, quando Wergeland si intromette nel suo tentativo di parlare con Dahl.
Philip invita Kari a Parigi, dove tenta ossessivamente di ricreare il loro ultimo viaggio in quella città e di rivivere le emozioni provate in quel momento, ignorando il disagio di Kari. La cosa non funziona e i due ragazzi si lasciano.
Arriva l’autunno e finalmente il libro di Erik viene pubblicato, ma il lancio non va come sperato. Stanca del suo egocentrismo e del suo disinteresse nei suoi confronti, Lillian lo lascia.
Dopo la rottura con Kari, Philip riprende a scrivere e decide di mostrare il manoscritto all’amico. Erik commenta che non è il suo lavoro migliore. Philip, indispettito, lascia intendere di pensare lo stesso del suo libro. Erik, furioso, esce di casa per andare al parco, dove viene travolto dal cane di Sten Egil Dahl. Si risveglia a casa dello scrittore, che gli rivela di aver letto e apprezzato il suo libro. Erik si convince a lasciare Oslo per concentrarsi sulla scrittura. 
Philip intanto si reca sul posto di lavoro di Kari per convincerla a tornare con lui, ma quando la ragazza lo respinge ha un collasso nervoso che lo porta ad un nuovo ricovero in clinica psichiatrica. Erik, ricevuta la notizia, si reca in clinica, ma non trova la forza di fargli visita e se ne va senza vedere l’amico.
Il finale del film è una fantasia di Erik. Il ragazzo immagina di trasferirsi a Parigi, dove scrive un libro che viene paragonato alle opere di Sten Egil Dahl. Tornato in Norvegia per il matrimonio di un amico, incontra Philip, che gli racconta di essere tornato insieme a Kari e di aver abbandonato la scrittura. Il film si conclude con una scena di Philip e Kari, felici, seduti ad un tavolino di un locale a Parigi.

## Riconoscimenti
- Istanbul International Film Festival
  - Tulipano d'oro: Miglior film
- European Film Festival Lecce
  - Oliva d'oro: Miglior film
  - Miglior sceneggiatura
- Karlovy Vary International Film Festival
  - Miglior regia
  - Premio Don Quijote
- Nordic Film Festival in Rouen
  - Miglior film
  - Premio del pubblico
- Toronto International Film Festival
  - Premio Discovery
- Premio Amanda
  - Miglior film
  - Miglior regia
  - Miglior sceneggiatura

Reprise ha partecipato anche al Sundance Film Festival 2007.